# Parafia Wniebowzięcia Najświętszej Maryi Panny w Zębowicach
Parafia Wniebowzięcia Najświętszej Maryi Panny – rzymskokatolicka parafia położona przy ulicy Oleskiej 15 w Zębowicach. Parafia należy do dekanatu Dobrodzień w diecezji opolskiej.

## Historia parafii
Pierwsza wzmianka o proboszczu i parafii w Zębowicach pochodzi z 1285 roku. Pierwszy Kościół parafialny to dawny kościół opactwa cystersów, który został zbudowany na przełomie XIII i XIV wieku. W latach 20. XX wieku został przeniesiony do Gliwic. Obecna świątynia parafialna to murowana budowla wybudowana w latach 1910-1911. Obecnym proboszczem parafii jest ks. Mariusz Pełechaty.
Do parafii należą dwa budynki sakralne:
- Kościół Apostołów Piotra i Pawła w Kniei - kościół filialny
- Kaplica Królowej Różańca Świętego w Poczołkowie.

## Liczebność i zasięg parafii
Do parafii należy 2764 wiernych będących mieszkańcami następujących miejscowości: Zębowice, Kadłub Wolny, Knieja, Poczołków, Prusków, Osiecko i Siedliska.

## Proboszczowie po 1945 roku
- ks. Paweł Kocur.
- ks. Paweł Zając.
- ks. Józef Zwarycz[5].
- ks. Mariusz Pełechaty.